# Thompson (Manitoba)
Pour les articles homonymes, voir Thompson.
Thompson est une ville du Manitoba au Canada. C'est la plus grande ville du nord de la province. Elle est située approximativement au centre géographique du Manitoba, et le long de la rivière Burntwood, à 761 kilomètres (473 mi) au nord de Winnipeg.
Fondée en 1956 en tant que ville minière, elle sert aujourd'hui principalement de "plaque tournante du Nord", fournissant des biens et des services tels que les soins et le commerce de détail aux communautés environnantes.

La zone d'influence commerciale de Thompson est plus grande que le Nouveau-Mexique, mais elle compte moins de 15 000 habitants, la plupart des petites communautés n'étant accessibles que par avion ou par route d'hiver. Malgré sa situation isolée au cœur de la forêt boréale canadienne, elle est reliée à Winnipeg par une autoroute asphaltée, une voie ferrée (Via Rail) et l'aéroport de Thompson. Elle dispose également d'équipements modernes, tels que l'Internet par fibre optique et un grand nombre de commerces de détail, dont une demi-douzaine de centres commerciaux et plusieurs grandes chaînes de magasins (par exemple, Walmart, Giant Tiger, Safeway, Shoppers Drug Mart and Canadian Tire).

Le plus grand port de plaisance du Manitoba se trouve à 38 km (24 mi) au sud, dans le parc provincial Paint Lake. Des centaines de kilomètres de pistes de motoneige sont entretenues et l'absence de pollution lumineuse ainsi que la latitude nord de Thompson permettent d'observer occasionnellement des aurores boréales, même dans les limites de la ville.

## Économie
L'économie de Thompson est centrée sur l'exploitation du nickel et sur la fourniture de biens et de services aux collectivités environnantes de la division de recensement no 22 (dans laquelle Thompson est située) et de la division de recensement no 23 ; ces deux divisions de recensement ont une population combinée de 51 136 habitants, dont plus de 38 000 membres des Premières nations. Thompson est de loin la plus grande collectivité de ces deux divisions de recensement, la deuxième plus grande collectivité étant la nation crie de Norway House (population de 4 927 habitants).
Comme c'est souvent le cas dans les collectivités axées sur les ressources, Thompson a connu un revenu d'emploi supérieur à la moyenne et des fluctuations importantes de l'emploi dans le secteur minier tout au long de son histoire.
Le revenu d'emploi médian en 2015 pour les travailleurs à temps plein pendant toute l'année à Thompson était de 65 262 $ ; ce revenu était 22 % plus élevé que le revenu médian canadien de 53 431 $.
Le taux de chômage de Thompson en 2016 était de 7,6 %, soit légèrement inférieur à la moyenne canadienne de 7,7 %.
Au recensement de 2016, Thompson comptait 7065 personnes employées, les cinq plus grands secteurs de l'économie étant :
- l'exploitation minière (1255 employés)
- les soins de santé et l'assistance sociale (1100 employés)
- l'hébergement et la restauration (710 employés)
- les services d'enseignement (710 employés)
- le commerce de détail (670 employés)

Entre le recensement de 2016 et 2018, environ 400 pertes d'emplois ont eu lieu dans l'industrie minière.

## Gouvernance
La ville de Thompson est dirigée par un conseil municipal composé de neuf membres : un maire (chef du conseil) et huit conseillers ; la structure et la taille du gouvernement municipal sont stipulées par la Thompson Charter Act. Les élections ont lieu tous les quatre ans (en octobre) et les membres du conseil municipal ont un mandat de quatre ans (sans limite de mandat).
Après les élections de 2018, les membres du conseil municipal étaient : Colleen Smook (maire), Les Ellesworth, Kathy Valentino, Jeff Fountain, Brian Lundmark, Earl Colbourne, Duncan Wong et Judy Kolada. Les candidats au conseil municipal Chiew Chong et André Proulx ont été ex aequo pour le neuvième siège en 2018, et Proulx a remporté le dernier siège à la suite d'une élection partielle en 2019.
En 2018, la ville de Thompson compte huit comités permanents, chacun composé de deux ou trois membres du conseil, de simples citoyens et de représentants d'entreprises et de gouvernements.

## Criminalité
En 2018 et 2019, Thompson s'est classée au deuxième rang de l'indice de gravité des crimes au Canada.
Pour calculer l'indice réel de gravité de la criminalité, le nombre d'incidents déclarés par la police pour chaque infraction est multiplié par la pondération de cette infraction. Toutes les infractions pondérées sont ensuite additionnées et divisées par la population totale correspondante. Enfin, pour faciliter l'interprétation de l'Indice, celui-ci est normalisé à " 100 " pour le Canada (un système semblable à l'Indice des prix à la consommation), en utilisant 2006 comme année de référence.
Pour les villes-pivots (par exemple, Thompson), l'Indice de gravité de la criminalité surreprésente probablement les dangers de la criminalité pour le citoyen ordinaire. En 2018, l'agent de la GRC responsable de Thompson, Kevin Lewis, a déclaré : " ... Thompson est la plaque tournante du Nord du Manitoba, ce qui en fait un endroit désirable pour le trafic de drogue, et d'autres activités néfastes. Il s'agit d'un thème commun à toutes les villes pivots du Canada. Notre action proactive en matière de lutte antidrogue entraîne également une augmentation de l'indice de criminalité, car le trafic de cocaïne est un élément important de l'indice de criminalité. Le trouble de l'ordre public s'ajoute au méfait quand l'intoxication se produit dans un lieu public, ce qui entraîne de nombreuses infractions en raison du centre-ville, ce qui pèse également lourdement sur notre score." M. Lewis a également déclaré : "... Un grand nombre de nos méfaits sont liés à des personnes en état d'ébriété dans une résidence privée ou une chambre d'hôtel, mais ils peuvent également être utilisés pour enregistrer les dommages matériels. Le taux de méfaits est élevé et lorsque le poids est appliqué, il fournit un ratio élevé pour notre score CSI."

### Circuit judiciaire
Thompson a la particularité d'être le centre judiciaire d'une vaste zone géographique, allant de Norway House au sud à Churchill au nord. Le district judiciaire de Thompson couvre 15 circuits et offre des séances de la Cour des juges de paix judiciaires ainsi que de la Cour provinciale. Les juges, les juges de paix judiciaires, les greffiers, les procureurs de la Couronne et les avocats de la défense basés à Thompson et à Winnipeg se déplacent régulièrement en petit avion sur les circuits pour se rendre dans diverses communautés éloignées et communautés des Premières nations pour y tenir des audiences de la Cour provinciale.

## Démographie
Lors du recensement de la population de 2021 effectué par Statistique Canada, Thompson comptait 13 035 habitants vivant dans 4 676 de ses 5 442 logements privés totaux, soit une variation de -4,7 % par rapport à sa population de 2016 (13 678). Avec une superficie de 16,62 km2 (6,42 mi2), elle avait une densité de population de 784,3/km2 (2 031,3/mi2) en 2021[30].
Le nombre de résidents a considérablement diminué entre 1971 et 1981, passant de 19 001 à 14 288 (soit une baisse de 24,8 %). Depuis, la population de Thompson a fluctué entre 13 000 et 15 000 personnes.

### Ethnicité
En 2016, les personnes d'ascendance européenne (43,9 %) constituaient une pluralité de la population, suivies de près par les Autochtones (43,5 %), composés des Premières Nations (32,2 %) et des Métis (10,8 %) ; le reste de la population est composé de minorités visibles (12,5 %), les deux minorités visibles les plus importantes étant les communautés Sud-Asiatiques (7,5 %) et noires (2,1 %).
En 2016, Thompson a le pourcentage le plus élevé de sa population comme autochtone (43,5 %) parmi les 152 villes (régions métropolitaines de recensement et agglomérations de recensement) du Canada[31].
| 2001   | 2006   | 2011   | 2016   |
| ------ | ------ | ------ | ------ |
| 13 256 | 13 446 | 13 123 | 13 678 |

## Climat
| Mois                                  | jan.       | fév.       | mars       | avril      | mai        | juin      | jui.      | août      | sep.       | oct.       | nov.       | déc.       | année          |
| ------------------------------------- | ---------- | ---------- | ---------- | ---------- | ---------- | --------- | --------- | --------- | ---------- | ---------- | ---------- | ---------- | -------------- |
| Température minimale moyenne (°C)     | −29,3      | −26,5      | −19,9      | −9,1       | −0,8       | 5,4       | 9,1       | 7,6       | 1,9        | −4,3       | −16,6      | −26,2      | −9,1           |
| Température moyenne (°C)              | −23,9      | −20,1      | −12,5      | −2,2       | 6,1        | 12,6      | 16,2      | 14,5      | 7,8        | 0,1        | −12        | −20,9      | −2,9           |
| Température maximale moyenne (°C)     | −18,3      | −13,5      | −5         | 4,8        | 13,1       | 19,8      | 23,1      | 21,4      | 13,6       | 4,4        | −7,3       | −15,7      | 3,4            |
| Record de froid (°C) date du record   | −48,9 1968 | −47,8 1974 | −48,3 1972 | −34,4 1967 | −18,3 1969 | −5,6 2000 | −3,1 2021 | −3,5 1977 | −11,1 1974 | −27,1 1997 | −41,2 2007 | −47,6 1990 | −48,9 8/1/1968 |
| Record de chaleur (°C) date du record | 8,1 1993   | 8,2 1993   | 15,9 1987  | 29,4 1980  | 32,6 1986  | 37,4 1995 | 35,9 1989 | 34,6 1991 | 32,2 1967  | 24,6 1984  | 13,4 1978  | 5 1988     | 37,4 18/6/1995 |
| Ensoleillement (h)                    | 96,6       | 120,6      | 172,3      | 224,9      | 258,6      | 268,8     | 278,4     | 253,3     | 144,2      | 92,5       | 63,5       | 66,6       | 2 040,3        |
| Précipitations (mm)                   | 19,5       | 16,5       | 22,5       | 29         | 47,4       | 67,8      | 80,9      | 70,7      | 62,1       | 37,1       | 32,9       | 22,8       | 509,2          |
| dont neige (cm)                       | 22,7       | 18,9       | 23,4       | 23         | 11,2       | 1,1       | 0         | 0         | 3          | 21,4       | 35,4       | 27         | 187,1          |
| Nombre de jours avec précipitations   | 12,2       | 11,1       | 9,6        | 8          | 11         | 11,6      | 14        | 13,7      | 14,4       | 12,3       | 13,3       | 13         | 144,3          |
| Nombre de jours avec neige            | 12,4       | 11,2       | 9,4        | 6,1        | 3,3        | 0,56      | 0         | 0         | 1,1        | 7,7        | 13         | 12,9       | 77,7           |

| Diagramme climatique                                  |                |             |           |              |             |             |             |             |             |               |                |
| J                                                     | F              | M           | A         | M            | J           | J           | A           | S           | O           | N             | D              |
| −18,3−29,319,5                                        | −13,5−26,516,5 | −5−19,922,5 | 4,8−9,129 | 13,1−0,847,4 | 19,85,467,8 | 23,19,180,9 | 21,47,670,7 | 13,61,962,1 | 4,4−4,337,1 | −7,3−16,632,9 | −15,7−26,222,8 |
| Moyennes : • Temp. maxi et mini °C • Précipitation mm |                |             |           |              |             |             |             |             |             |               |                |

## Éducation
Le district scolaire de Mystery Lake gère six écoles primaires (Deerwood School, Burntwood School, Westwood School, École Riverside School, Juniper School, Wapanohk Community School) et une école secondaire (R. D. Parker Collegiate). Le district offre un programme d'immersion française de la maternelle à la 12e année : de la maternelle à la 8e année à l'École Riverside School et de la 9e à la 12e année au RD Parker Collegiate. Le district offre également un programme d'enseignement de la langue Cree de la maternelle à la 8e année à la Wapanohk Community School. Les élèves peuvent poursuivre le programme de français au lycée s'ils ont suivi les cours de la maternelle à la 8e année à l'école Riverside, et des cours de base en langue Cris sont également proposés de la 9e à la 12e année. Le R. D. Parker Collegiate offre également des cours d'études autochtones en 10e et 11e année et un cours de droit autochtone en 12e année. L'enseignement complet en langue Cris ne s'étend cependant pas encore au lycée.
Depuis septembre 2009, la Division scolaire franco-manitobaine (DSFM) s'est étendue au Manitoba pour inclure une école élémentaire de la maternelle à la 8e année à Thompson, l'École Communautaire La Voie du Nord. Située sur Weir Road, près du site du Norplex Pool Recreation Centre, elle permet aux enfants de recevoir un enseignement en français avec des pairs de culture francophone.

### Université
Thompson abrite l'un des deux campus principaux du Collège universitaire du Nord, ainsi que la succursale de la Faculté de travail social de l'Université du Manitoba dans la région.
- University College of the North